# Bushido - La spada del sole
Bushido - La spada del sole (The Bushido Blade) è un film del 1981 diretto da Tsugunobu Kotani.
È un film di arti marziali statunitense e britannico ambientato in Giappone nel 1854 con Richard Boone, Toshirō Mifune e Mike Starr.

## Produzione
Il film, diretto da Tsugunobu Kotani su una sceneggiatura di William Overgard, fu prodotto da Arthur Rankin Jr. per la Rankin/Bass Productions e la Trident e girato a Londra e a Tokio.

## Distribuzione
Il film fu distribuito con il titolo The Bushido Blade negli Stati Uniti nel 1981 al cinema dalla Aquarius Releasing. Distribuito in Italia nel 1981, con doppiaggio a cura della C.V.D. Cine Video Doppiatori. 
Altre distribuzioni:
- in Norvegia il 20 novembre 1981
- in Germania Ovest il 15 luglio 1985 (Das Schwert des Shogun, in TV)
- in Portogallo (Bushido a Espada do Sol)
- in Ungheria (Bushido kardja)
- in Italia (Bushido - La spada del sole)
- in Spagna (La espada del samurái)
- in Polonia (Miecz bushido)
- in Finlandia (Samurain miekka)

## Promozione
Le tagline sono:
- It cuts to the heart of courage.
- From the land of the Shogun...
- A ruthless struggle between two nations.